# Dosrius
Dosrius település Spanyolországban, Barcelona tartományban. Lakosainak száma 6142 fő (2024).

## Földrajza
Dosrius Mataró, Sant Andreu de Llavaneres, Sant Vicenç de Montalt, Llinars del Vallès, Vilalba Sasserra, Vallgorguina, Arenys de Munt, Argentona és La Roca del Vallès községekkel határos.

## A város híres szülöttei
- Esteve Albert (író, politikus).
- Juan de Cañamares (katalán paraszt, 1492-ben megtámadta II. Ferdinánd királyt).
- Olga García (spanyol válogatott labdarúgó).

## Népesség
A település lakosságának változását az alábbi diagram mutatja:
| Lakosok száma | 439  | 995  | 887  | 886  | 848  | 3762 | 4937 | 5137 | 5481 | 6142 |
|               | 1717 | 1887 | 1936 | 1960 | 1986 | 2004 | 2009 | 2014 | 2019 | 2024 |